# Expats (Miniserie)
Expats ist eine Miniserie von der chinesischstämmigen US-Amerikanerin Lulu Wang. Die Dramaserie basiert auf dem im Jahr 2016 veröffentlichten Roman The Expatriates von Janice Y. K. Lee.
Die Veröffentlichung der vorerst sechs Folgen umfassenden und für Amazon Prime Video produzierten Literaturverfilmung begann am 26. Januar 2024 und endete einen Monat später, da die Folgen im Wochenabstand veröffentlicht wurden.

## Handlung
Die Serie dreht sich um das Dasein von in Hongkong lebenden Expatriates, um deren Erlebnisse in persönlichen und beruflichen Leben.
Im Mittelpunkt steht Margaret und das plötzliche Verschwinden ihres Sohnes Gus während eines nächtlichen Marktbesuches. Unmittelbar schuldig ist Margarets Kindermädchen Mercy, die kurzzeitig ihre Aufsichtspflicht vernachlässigte, als sie eine SMS erhielt und diese sofort beantworteten wollte.
Die Handlung spielt vor dem Hintergrund der Proteste in Hongkong 2014.

## Produktion
Im Jahr 2017 erwarb laut Berichten das von der US-amerikanisch-australischen Schauspielerin Nicole Kidman gegründete Filmstudio Blossom Films die Verfilmungsrechte an dem Roman The Expatriates von Janice Y. K. Lee. Die australische Drehbuchautorin Alice Bell wurde für die Adaption beauftragt.
Im Juli 2018 wurde vermeldet, dass Amazon den Auftrag zur Produktion erteilte.
Im Januar 2019 wurde die US-amerikanische Autorin, Produzentin und Dramatikerin Melanie Marnich als Co-Showrunner für das Filmprojekt engagiert.
Die Dreharbeiten fanden in Hongkong statt.

## Episodenliste
| Nr.                                | Deutscher Titel | Originaltitel | Erstveröffentlichung USA | Deutschsprachige Erstveröffentlichung (D) | Regie     | Drehbuch         |
| ---------------------------------- | --------------- | ------------- | ------------------------ | ----------------------------------------- | --------- | ---------------- |
| 1                                  | Victoria Peak   | The Peak      | 26. Jan. 2024            | 26. Jan. 2024                             | Lulu Wang | Lulu Wang        |
| Hier fehlt noch eine Inhaltsangabe |                 |               |                          |                                           |           |                  |
| 2                                  | Mong Kok        | Mongkok       | 26. Jan. 2024            | 26. Jan. 2024                             | Lulu Wang | Alice Bell       |
| Hier fehlt noch eine Inhaltsangabe |                 |               |                          |                                           |           |                  |
| 3                                  | Mid-Levels      | Mid-Levels    | 2. Feb. 2024             | 2. Feb. 2024                              | Lulu Wang | Vera Miao        |
| Hier fehlt noch eine Inhaltsangabe |                 |               |                          |                                           |           |                  |
| 4                                  | Mainland        | Mainland      | 9. Feb. 2024             | 9. Feb. 2024                              | Lulu Wang | Gursimran Sandhu |
| Hier fehlt noch eine Inhaltsangabe |                 |               |                          |                                           |           |                  |
| 5                                  | Central         | Central       | 16. Feb. 2024            | 16. Feb. 2024                             | Lulu Wang | Lulu Wang        |
| Hier fehlt noch eine Inhaltsangabe |                 |               |                          |                                           |           |                  |
| 6                                  | Zuhause         | Home          | 23. Feb. 2024            | 23. Feb. 2024                             | Lulu Wang | Janice Y. K. Lee |
| Hier fehlt noch eine Inhaltsangabe |                 |               |                          |                                           |           |                  |